# Cosmologia budista
Cosmologia budista é a descrição do formato e da evolução do Universo de acordo com a tradição canônica e comentarial do budismo.
A cosmologia budista considera que o Universo é composto por vários sistemas mundiais, sendo que cada um desses possui um ciclo de nascimento, desenvolvimento e declínio que dura bilhões de anos. Num sistema mundial existem seis reinos, que por sua vez incluem vários níveis, num total de trinta e um. 
O reino dos infernos situa-se na parte inferior. A concepção do inferno budista é diferente da concepção cristã, na medida em que o inferno não é um lugar de permanência eterna nem o renascimento nesse local é o resultado de um castigo divino; os seres que habitam no inferno libertam-se dele assim que o mau carma que os conduziu ali se esgota. Por outro lado, o budismo considera que existem não apenas infernos quentes, mas também infernos frios.
Acima do reino dos infernos pelo lado esquerdo, encontra-se o reino animal, o único dos vários reinos perceptível aos humanos e onde vivem as várias espécies. Acima do reino dos infernos pelo lado direito, encontra-se o mundo dos espíritos ávidos ou fantasmas (preta). Os seres que nele vivem  sentem constantemente sede ou fome, sem nunca terem essas necessidades saciadas. A arte budista representa os habitantes desse reino como tendo um estômago do tamanho de uma montanha e uma boca minúscula. 
O reino seguinte é o dos reino dos Asura (termo traduzido como "Titãs" ou dos antideuses). Os seus habitantes ali nasceram em resultado de acções positivas realizadas com um sentimento de inveja e competição e vivem em guerra constante com os deuses.
O quinto reino é o reino dos seres humanos. É considerado como um reino de nascimento desejável, mas ao mesmo tempo difícil. A vida enquanto humano é vista como uma via intermédiaria nessa cosmologia, sendo caracterizada pela alternância das alegrias e dos sofrimentos, o que de acordo com a perspectiva budista favorece a tomada de consciência sobre a condição samsárica. 
O último reino é o reino dos devas (deuses) e é composto por vários níveis ou residências. Nos níveis mais próximos do reino humano, vivem seres que, devido à prática de boas ações, levam uma ação harmoniosa. Os níveis situados entre o vigésimo terceiro e o vigésimo sétimo são denominados como "Residências Puras", sendo habitadas por seres que se encontram perto de atingir a iluminação e não voltarão a renascer como humanos.

## Introdução
Uma cosmologia budista consistente em si mesma, a qual é apresentada em comentários e obras de Abidarma em ambas tradições Teravada e Mahayana, é o produto final de uma análise e reconciliação de comentários cosmológicos encontrados nas tradições budistas sutra e vinaya. Nenhum sutra sozinho expõe a estrutura total do universo. Contudo, em vários sutras, Buda descreve outros mundos e estados de ser, e outros sutras descrevem a origem e destruição do universo. A síntese desses dados num sistema único e compreensivo deve ter tido lugar na história recente do budismo, já que o sistema descrito na tradição Pali Vibhajjavada (representada hoje pela tradição Teravada) concorda, ainda que com algumas inconsistências triviais de nomenclatura, com a tradição Sarvastivada, a qual é preservada por budistas mahayanas.
O retrato do mundo apresentado nas descrições cosmológicas budistas não pode ser tomado como uma descrição literal da forma do universo. É inconsistente, e não pode ser feita consistente, com dados astronômicos que já eram conhecidos na antiga Índia. Contudo, não é a intenção ser uma descrição de como humanos comuns percebem seu mundo; melhor, é o universo como visto através de divyacakṣus, o "olho divino", através do qual Buda ou um arhat que cultivou essa habilidade pode perceber todos os outros mundos e seres nascendo ou morrendo dentro deles, e pode afirmar de qual estado eles renasceram e para qual estado irão nascer. A cosmologia também foi interpretada num sentido simbólico ou alegórico.
A cosmologia budista pode ser dividida em dois tipos correlatos: cosmologia espacial, a qual descreve a disposição dos vários mundos dentro do universo, e cosmologia temporal, a qual descreve como esses mundos vieram a existir e como deixam de existir.

## Cosmologia espacial
A cosmologia espacial pode também ser dividida em duas partes. A cosmologia vertical (ou cakravāḍa) descreve o arranjo dos mundos num padrão vertical, alguns mais elevados e outros mais baixos. Por contraste, a cosmologia horizontal (sahasra) descreve o agrupamento desses mundos verticais em conjuntos de milhares, milhões ou bilhões.

### Cosmologia vertical
Na cosmologia vertical, o universo existe de muitos mundos (lokāḥ) - pode-se dizer "planos" - empilhados um sobre o outro em camadas. Cada mundo corresponde a um estado mental ou a um estado de ser. Um mundo não é, contudo, uma locação assim como os seres que o compõem; é fundamentado por seu carma e, se os seres num mundo morrerem ou desaparecerem, o mundo desaparece também. Da mesma forma, um mundo vem a existir quando um primeiro ser nasce nele. A separação física não é tão importante quanto às diferenças no estado mental; humanos e animais, mesmo que eles parcialmente compartilhem o mesmo ambiente físico, ainda pertencem a diferentes mundos, porque suas mentes percebem e reagem diferentemente a tais ambientes.
A cosmologia vertical é dividida em trinta e um planos de existência e os planos em três reinos, ou dhātus, cada qual correspondente a diferentes tipos de mentalidade. Esses três (Tridhātu) são o Ārūpyadhātu, o Rūpadhātu e o Kāmadhātu. O último contém os "cinco ou seis reinos". Em alguns casos todos os seres nascidos no Ārūpyadhātu e no Rūpadhātu são informalmente classificados como "deuses" ou "deidades" (devāḥ), junto com os deuses de Kāmadhātu, não obstante o fato que os deuses de Kāmadhātu diferem mais daqueles de Ārūpyadhātu do que dos humanos. Há de ser entendido que deva é um termo impreciso o qual se refere a qualquer ser que vive num estado de vida longa e, geralmente, mais feliz do que o estado dos humanos. A maior parte deles não são "deuses" no sentido comum do termo, tendo pouco ou nenhum interesse nos humanos e raramente se nunca interagem com eles. Somente as deidades inferiores de Kāmadhātu correspondem aos deuses descritos nas muitas religiões politeístas.
O termo "brahmā" é usado tanto como um nome como um termo genérico para um dos mais elevados devas. Num sentido mais geral, pode-se referir a qualquer dos habitantes do Ārūpyadhātu e do Rūpadhātu. Num sentido mais estrito, pode-se referir a um habitante de um dos nove menos elevados mundos do Rūpadhātu. Num sentido ainda mais estrito, aos três mundos mais baixos do Rūpadhātu. Um grande número de devas usa o nome "Brahmā", e.g. Brahmā Sahampati, Brahmā Sanatkumāra, Baka Brahmā, etc. Não é sempre claro a qual mundo eles pertencem, ainda que deve sempre ser um dos mundos do Rūpadhātu abaixo dos mundos de Śuddhāvāsa.

### Reino sem forma (Ārūpyadhātu)
O Ārūpyadhātu (sânscrito) ou Arūpaloka (Pāli) (Tib: gzugs med pa'i khams) ou "Reino sem forma" não teria lugar numa cosmologia puramente física, pois nenhum dos seres habitantes dele tem forma ou locação; e, correspondentemente, o próprio reino tampouco tem locação. Esse reino pertence àqueles devas que alcançaram as e permaneceram nas Quatro Absorções Sem Forma (catuḥ-samāpatti) de arūpadhyānas na vida anterior e, agora, gozam dos frutos (vipāka) do bom karma daquela conquista. Bodisatvas, contudo, nunca são nascidos no Ārūpyadhātu mesmo tendo alcançado o arūpadhyānas.
Há quatro tipos de devas Ārūpyadhātu, correspondentes aos quatro tipos de Ārūpyadhātu
- Naivasaṃjñānāsaṃjñāyatana or Nevasaññānāsaññāyatana (Tib: 'du shes med 'du shes med min) "Esfera de nem percepção nem não-percepção". Nessa esfera, os seres sem forma foram além da mera negação da percepção e conquistaram um estado liminar onde não se atém em "percepção" (saṃjñā, reconhecimento de particulares por suas marcas) mas não são completamente inconscientes. Essa foi a esfera atingida por Udraka Rāmaputra (Pāli: Uddaka Rāmaputta), o segundo dos dois professores de Buda, o qual considerava equivalente a iluminação.

- Ākiṃcanyāyatana ou Ākiñcaññāyatana (Tib: ci yang med) "Esfera do Nada" (literalmente "necessitando nada"). Nessa esfera, seres sem forma habitam contemplando sobre o pensamento de que "não há nada". Isso é considerado uma forma da percepção, ainda que muito sutil. Essa foi a esfera alcançada por Ārāḍa Kālāma (Pāli: Āḷāra Kālāma), o primeiro dos dois professores de Buda; ele considerou que é equivalente à iluminação.

- Vijñānānantyāyatana ou Viññāṇānañcāyatana ou mais comumente a forma contraída Viññāṇañcāyatana (Tib: rnam shes mtha' yas) "Esfera da Consciência Infinita". Nessa esfera, seres sem forma habitam meditando sobre suas consciências (vijñāna) como infinitamente penetrante.

- Ākāśānantyāyatana ou Ākāsānañcāyatana (Tib: nam mkha' mtha' yas) "Esfera do Infinito Espaço". Nessa esfera, seres sem forma habitam meditando sobre o espaço ou a extensão (ākāśa) como infinitamente penetrante.

### Reino com forma (Rūpadhātu)
O Rūpadhātu (Pāli: Rūpaloka; Tib: gzugs kyi khams), ou "Reino com forma", é, como o nome diz, o primeiro dos reinos físicos; todos os seus habitantes têm locação e corpos de algum tipo, ainda que esses corpos sejam compostos de uma sutil substância a qual é em si mesma invisível aos habitantes de Kāmadhātu. De acordo com o Janavasabha Sutta, quando um brama (um ser do mundo dos bramas de Rūpadhātu) deseja visitar um deva do céu Trāyastriṃśa (no Kāmadhātu), ele tem que assumir uma forma mais "grosseira" para tornar-se vísivel ao deva. Existem 17-22 Rūpadhātu nos textos budistas, o mais comumente dito é 18.
Os seres do reino com forma não estão sujeitos a extremos de prazer e dor, ou governados por desejos por coisas que agradam os sentidos, como os seres de Kāmadhātu estão. Os corpos dos seres do reino com forma não têm distinção sexual.
Como os seres de Ārūpyadhātu, os habitantes de Rūpadhātu têm mentes correspondentes aos dhyānas (Pāli: jhānas). No caso deles, são os quatro dhyānas - ou rūpadhyānas - mais baixos. Contudo, mesmo que os seres de Rūpadhātu possam ser divididos em quatro amplos graus correspondentes aos quatro dhyānas, cada um deles é subdividido em graus adicionais, três para cada dos quatro dhyānas e cinco para os devas Śuddhāvāsa, com um total de 17 graus (a tradição Theravāda conta um grau a menos nos dhyānas superiores com total de 16).